# Saynab Qayad
Saynab Qayad est une femme politique somalienne membre du Parlement fédéral de transition. Elle est présidente de la commission parlementaire des droits de l'Homme. Saynab était présente dans l'hôtel Muna de Mogadiscio lors de l'attaque par des militants islamiques en 2010.